# 킹콩 (1933년 영화)
《킹콩》은 첫 번째로 제작된 킹콩 영화로 1933년 RKO사가 제작하였다. 할리우드 흑백 영화이며, 1930년대 특수효과를 이용한 영화가 등장했다는 의미가 있는 작품으로 평가받는다. 한국에서는 1957년 6월 1일 개봉되었다.

## 줄거리
오지의 야생 동물 영화 제작자로 유명한 칼 덴햄은 새 영화제작을 위해 뉴욕 항구에서 잉글혼 선장의 배인 벤처(Venture)호를 임대한다. 그러나 여주인공을 확보하지 못하여 뉴욕시의 거리에서 여배우를 찾던 그는 앤 대로우를 발견하고 그녀에게 모험을 약속하여 그들은 벤처호를 타고 출발한다. 그 배의 일등 항해사인 잭 드리스콜은 그 동안 앤 대로우와 사랑에 빠진다. 칼 덴햄은 승무원들에게 그들의 목적지가 미지의 영역인 해골섬임을 밝히고, 해골섬에 있다는 소문이 있는 킹콩이라는 무서운 동물에 대하여 말한다. 그 승무원들은 도착하여 연안에 정박한다. 그들은 큰 나무 문이 있는 거대한 돌담으로 섬의 나머지 부분과 분리된 원주민 마을에 들어섰다. 그들은 킹콩의 신부라는 젊은 여성을 희생시키려는 원주민 무리를 목격한다. 침입자가 발견되고 원주민 추장이 의식을 중단시킨다. 앤 대로우를 본 원주민의 추장은 자신의 부족 여성 6명을 금빛의 여성과 바꾸겠다고 제안한다. 일행들은 그 제안을 거절하고 벤처 호 배로 돌아간다.
그날 밤에 원주민들은 앤 대로우를 벤처 호 배에서 납치하여 그녀를 제단으로 데려가 제단 위에 있는 기둥에  손목을  묶어 걸어 놓는다. 앤 대로우를  제단 위의 기둥에 걸어눟은 원주민들이 함성을 지르고 징을 치자 이윽고 나무들이 쓰러지는 소리가 나며 킹콩이 나타난다. 앤 데로우는  자기 앞에 나타난 킹콩의 얼굴을 보고 공포에 질려 비명소리를 질렀고,  앤 대로우를 을 본 킹콩은 괴성을 내었고 공포에 질려 비명을 지르는 앤 대로우에게 눈을 희번덕거리며 다가와 나무에 묶인 앤 대로우를 나무에서 풀어 손에 들고 밀림숲으로 간다. 칼 덴햄, 잭 드리스콜과 일행들은 앤이 없어진 것을 알고 허겁지겁 서둘러 앤을 구출하기 위해 밀림으로 들어간다. 그들은 그 밀림에서 스테고사우를 보았는데 스테고사우루스가 돌진해오자 그들은 가스탄을 터트려 스테고사우르스를 쓰러트린다. 가스타을 맞고 쓰러졌던 스테고사우루스가  곧 일어나자 스테고사우르스를 쓰러트린 일행은 스테고사우르스에게 총탄을 쏘아 스테고사우르스는 다시 쓰러졌고 쓰러진 스테고사우루스의 주의를 걸으면서 스체고사 우루스에 대하여 이야기를 했는데 스테고사우르스가 움직이자 그들은 쓰러진 스테고사우르스를 떠나 길을 가다가 안개 낀 곳에 이르러 먼 호수에서 브론토사우르스가 호수 위로 머리를 내밀었다가 물 속으로 들어가는 모습을 본다. 얼마 뒤에  물 속에서 그들을 쫓아온 브론토사우루스가 갑자기 머리를 처들며  물보라를 일으키며 괴성을 지르며 물속에서 나와  사람들은 호수에 빠졌고 브론토사우루스는 호수에 빠진 그들을 입에 물어 올렸다가 물 속으로 던져버린다. 겁에 질린 그들은  황급히 달아났고 브론토사우르스는 그들을 쫓아와서 겁에 질린 한 사람이 브론토사우르스를 피하여 나무에 올라갔으나 브론토사우루스는 그 나무에 올라가 있던 그를 입에 문다. 그때 그 일행들은 외나무다리에서 손에 앤을 들고 있던 킹콩을 만났고 킹콩은 나무 가지에 앤 대로우를 올려놓고 외나무 다리를 흔들고 돌려 외나무 다리 위에 있던 사람들을 외나무 다리 아래로 떨어트려 죽이고 잭드리스콜과 칼 덴햄만 겨우 살 수 있었다. 앤을 찾으려 온 일행들을 죽인 뒤에  앤 대로우가 자기에게 다가온 티라노사우르스 렉스를 보고 비명을 지르자 킹콩은 티라노사우루스 렉스와 격렬하게 싸워 티라노사우르스 렉스의 입을 찢어 죽인다. 잭드리스콜은 계속 킹콩 몰래 킹콩과 앤 대로우를 따라 갔고 칼 덴햄은 마을로 돌아간다. 티라노사우르스 렉스를 죽인 뒤에 킹콩은  앤 대로우를 손에 들고 산 속에 있는 동굴에 들어가 앤 대로우를 손에서 내려놓고 쉬려고 했는데 뱀 한 마리가 앤 대로우에게 다가오자 앤 대로우는 비명을 질렸고 뱀은 앤 대로우의 비명 소리를 들고 뱀과 싸우려는 킹콩의 목을 휘감아 킹콩을 죽이려 했으나 킹콩은 자기의 목을 감은 뱀을 풀고 뱀을 바위에 쳐서 죽인다.뱀을 죽인 킹콩은 앤 대로우를 손에 들고 동굴 밖에 있는 낭떠러지로 나온 뒤에 가슴을 치고 소리를 지른다. 가슴을 치고 소리를 지른 킹콩은 낭떠러지에 앉아 앤 대로우의 웃옷을 찢은 뒤에 앤 대로우를 낭떠러지 위에 놔두고 다시 동굴 안으로 들어간다. 킹콩이 동굴 안으로 들어가자 바로 갑자기 익룡이 앤 대로우에게 날아와서 앤 대로우를 낚아 채 간다. 익룡에게 낚아 채가는 앤 대로우가 겁에 질려 비명을 지르자 앤 대로우의 비명 소리를 들은 킹콩은 황급히 동굴에서 나와 앤 대로우를 잡아 채가는 익룡을 잡아 죽인다. 킹콩을 따라 동굴로 들어갔던 잭 드리스콜은 킹콩이 모르게 동굴에서 나와 낭떠러지에 줄을 걸고, 킹콩이 익룡을 잡아 죽이는 동안에 앤 대로우에게 다가가 앤 대로우와 함과 함께 낭떠러지 위에 매달려있는 줄을 타고 내려간다. 익룡을 죽인 킹콩이 두리번거리며 앤 대로우를 찾다가 낭떠리지에 걸린 줄을 타고 앤 대로우와 잭드리스콜이 낭떠러지 아래로 내려가는 것을 보고 킹콩이 낭떠러지에 걸린 줄을 끌어올리기 시작하자 두 사람은 줄을 잡았던 손을 놓아 낭떠러지 아래 물 속으로 떨어졌고, 그들을 놓친 킹콩은 분노가 치밀어 가슴을 치고 소리를 지른다. 앤 대로우와 잭드리스콜은 밀림을 달려 칼 덴햄과 잉글혼과 승무원들이 기다리고 있는 마을로 돌아온다.  성 안에 있던 한 사람이 킹콩이 문 가까이 온다고 말하자 앤 대로우는 공포에 질려 비명을 질렀고 잭드리스콜과 칼 던햄과 성 안의 사람들은 문의 빗장을 걸어 잠그고 문에 모여 킹콩이 성문을 여는 것을 막으려고 했으나 킹콩은 두 손으로 문을 치고 두 팔로 문을 밀어 문의 빗장은 금이 생겨 부러져 문이 열리고 킹콩은 안으로 들어가서 마구 날뛰며 사람들을 마구 죽였다. 칼 덴햄은 킹콩에게 가스탄을 터트려 킹콩은 의식을 잃고 쓰러진다.
가스탄으로 의식을 잃은 킹콩은 벤처 호에 실려 뉴욕시로 옮겨져 손목과 발목 허리가 강철에 묵여져  뉴욕의 브로드웨이 극장 무대에 등장되어  관객들에게 세계 8대 불가사의 콩으로 소개된다. 앤 대로우와  잭드리스콜은 언론 사진 기자들에게 둘러싸여 무대에 올랐다. 앤 대로우가 무대 위에 있는 것을 보고, 카메라 섬광이 계속 번뜩이자 킹콩은 매우 화가 나서 자기의 손목과 발목과 허리를 움직이지 못하게 했던 강철줄들을 끊어 풀어 버리고 무대에서 내려오자 관객들은 공포에 질려 비명을 지르며 달아나고 킹콩은 브로드웨이 극장에서 나와 앤 대로우를 찾아 다니며 날뛰어 뉴욕시를 공포의 도가니로 몰아넣는데 어느 건물에 온 캉콩은 그 건물의 창문을 열어 팔을 뻗어 침대에 있던 여성을 창문 밖으로 꺼내어 그 여성이 앤 대로우가 아님을 알고 그 여성을 땅에 떨어트려 죽게 한다. 킹콩운 잭드리스콜과 앤 대로우가 있는 층으로 창문 안으로 팔을 뻗어 앤 대로우가 앉아있던 침대를 잡아 당겨 앤 대로우를 손에 들고 간다. 앤 대로우와 함께 있던 잭드리스콜은 킹콩이 앤 대로우를 낚아채자 의자를 들어 킹콩의 머리를 쳤으나 잭드리스콜이 킹콩을 친 의자는 부셔지고 잭 드리스콜은 뒤로 넘어진다. 앤 대로우를 손아귀에 넣은 킹콩은 사람들이 가득 탄 지하 열차를 부수어버린다. 뉴욕시의 지하열차를 부수고 난동을 부린 킹콩은 앤 대로우를 손에 들고 엠파이어 스테이트 빌딩 꼭대기로 걸어 올라간다. 킹콩이 엠파이어 스테이트 빌딩 꼭대기에 다 올라가자, 네 대의 복엽기들이 킹콩을 죽이려고 엠파이어 스테이트 빌딩 하늘에 나타난다. 킹콩은 앤대로우를 손에서 내려 엠파이어 스테이트 빌딩의 꼭대기 밑에 놓자 네 대의 복엽기들은 킹콩에게 기관총을 쏘기 시작했고 킹콩은 자기에게 기관총을 쏘며 날아오는 네 대의 복엽기들을 잡아 떨어트리려 했으나 자기에게 기관총을 쏘며 날아오는 복엽기들을 거의 놓치고 한 대만 처서 떨어트린다. 킹콩은 무수한 기관총탄을 맞아 가슴에서 피가 나고 지쳐가다가 앤 대로우가 있는 엠파이어 스테이트 빌딩 꼭대기의 밑으로 내려와 앤 대로우를  손에 들고 앤 대로우를 본다. 앤 대로우를 본 뒤에 킹콩이 앤 대로우를 내려놓고 엠파이어 스테이트 빌딩의 꼭대기 밑에 힘없이 머리를 대어 숙이고 있을 때 한 대의 복엽기가 킹콩에게  날아와 기관총을 쏘자 킹콩은 매우 고통스러워하면서 앰파이어 스테이트 빌딩에서 떨어져 죽는다. 잭 드리스콜은  앤데로우를 엠파이어 스테이트 빌딩 밑으로 내려가게 하려고 사다리를 타고 앤 대로우가 있는 엠파이어 스테이트 빌딩으로 올라가서 앤 대로우를 만난다. 칼 덴햄이 도착하여 거리에서 킹콩의 시체를 둘러싼 군중을 밀어낸다. 경찰관이 비행기에 잡혔다고 말하자 칼 덴햄은 비행기가 아니라 미녀가 야수를 죽였다고 말한다.

## 출연
- 페이 레이 - 앤 대로
- 로버트 암스트롱 - 칼 데넘
- 브루스 캐벗 - 존 드리스콜
- 프랭크 레이처 - 엥글혼 선장
- 샘 하디 - 찰스 웨스턴
- 빅터 웡 - 요리사 찰리
- 제임스 플래빈 - 항해사 브리그스
- 노블 존슨 - 원주민 추장
- 스티브 클레멘트 - 제사장

## 같이 보기
- A*P*E